# Claude-Louis Berthollet
Pour les articles homonymes, voir Berthollet.

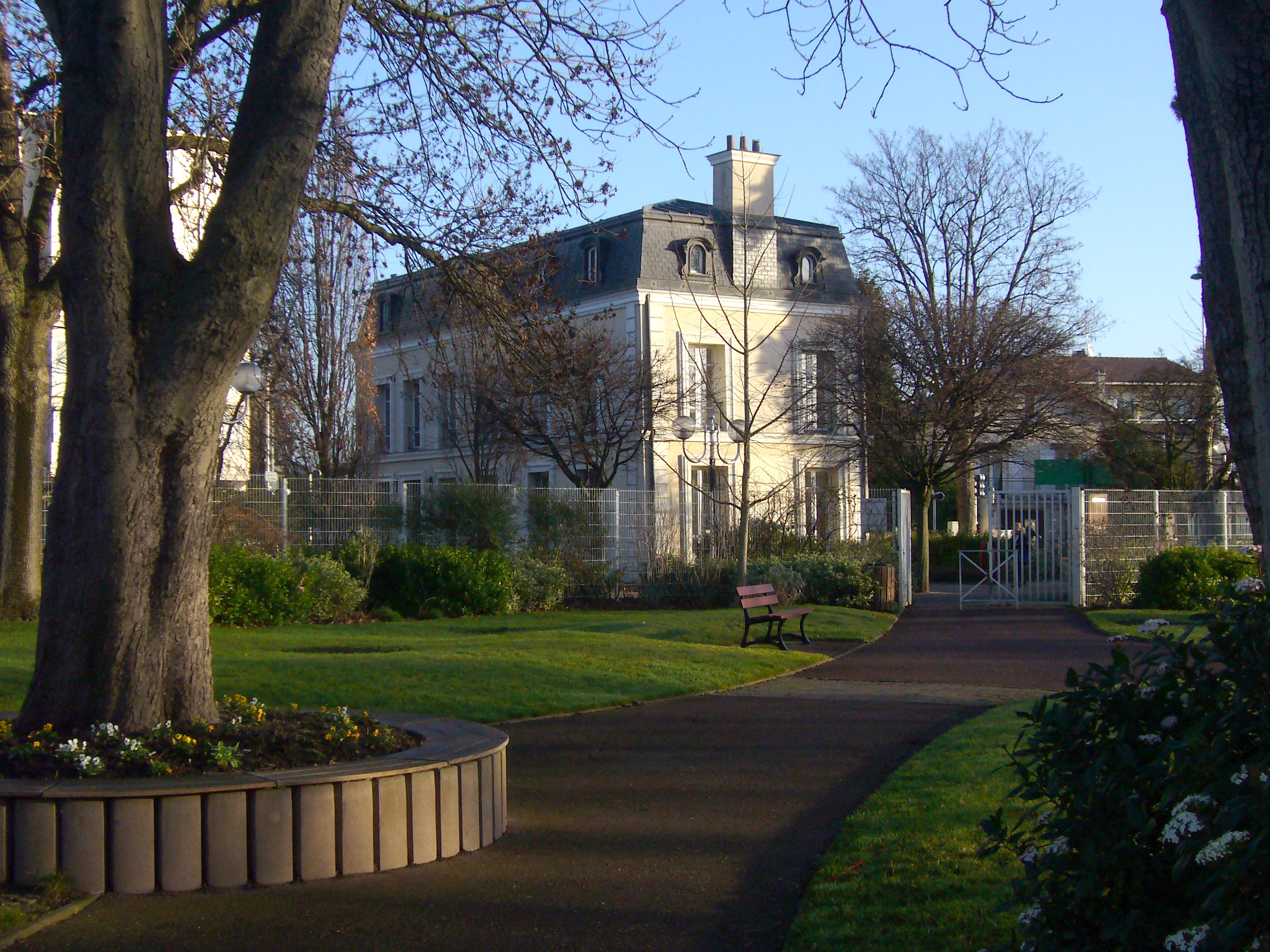
« Demeure Gainville », la plus vieille maison d'Aulnay-sous-Bois dans laquelle Claude-Louis Berthollet a vécu.

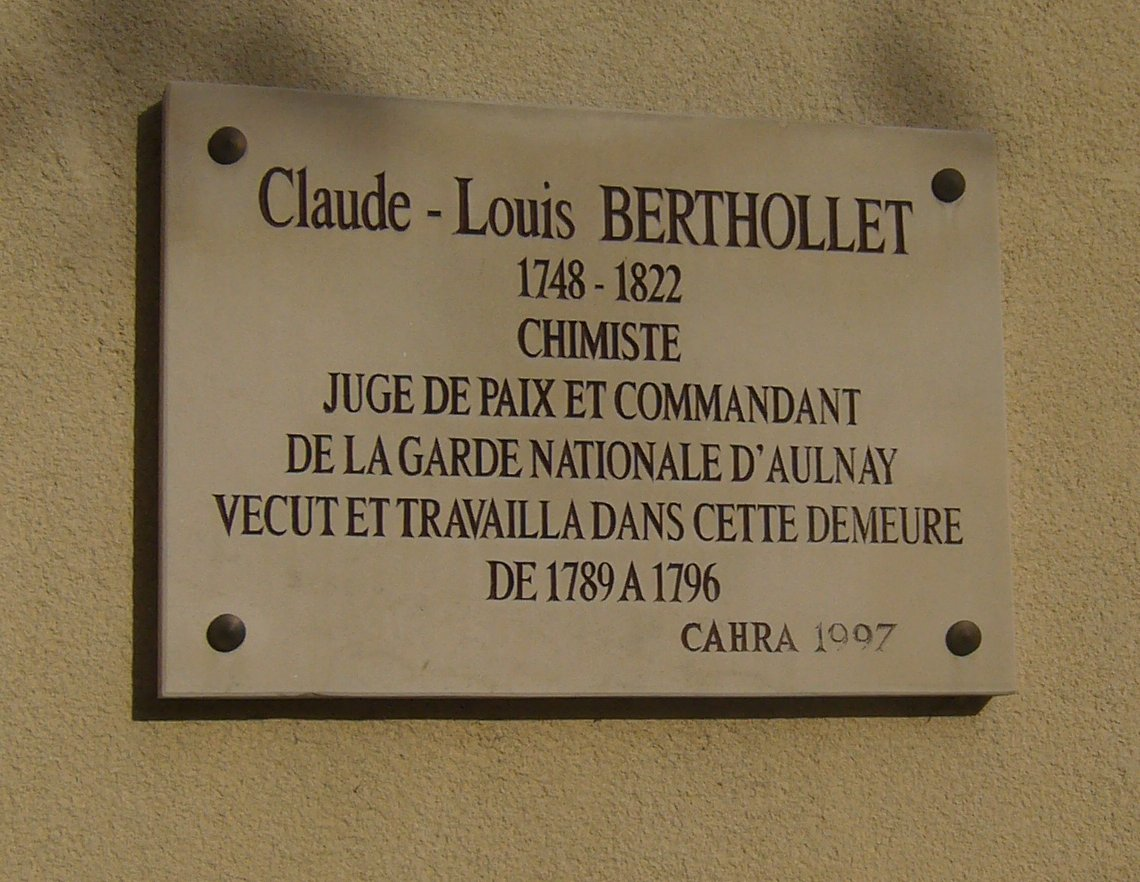
Plaque sur la « Demeure Gainville » dans laquelle il a vécu.

Claude-Louis Berthollet est un chimiste français né à Talloires (duché de Savoie) le 9 décembre 1748, et mort à Arcueil le 6 novembre 1822. 
On lui doit la découverte des propriétés décolorantes du chlore, d'où il tire un procédé de blanchiment des toiles utilisant une solution d'hypochlorite de sodium : il invente ainsi l'eau de Javel.

## Biographie
Claude-Louis Berthollet naît à Talloires près d'Annecy dans le duché de Savoie qui fait à l'époque partie du royaume de Sardaigne. Il est issu d'une famille bourgeoise de Savoie, son père est notaire, profession qu'exerçaient déjà ses propres père et grand-père. Claude-Louis est le sixième de neuf enfants dont seul lui et sa sœur cadette atteindront l'âge adulte. En rupture avec les traditions de famille (père notaire et mère issue d'une famille d'avocats et d'hommes de loi), il se destine à la médecine. Après des études secondaires au Collège Chappuisien d'Annecy, puis des études de médecine durant quatre années à l'université de Turin. Sa famille ayant refusé de l'aider financièrement, il obtient une bourse royale, et sera reçu docteur en 1768.
Après quatre années de résidence dans le Piémont, il part à Paris. Il se présente au premier médecin du duc d'Orléans qui le fait nommer médecin de la maîtresse du duc Madame de Montesson et le prend en affection. Il suit des cours de chimie auprès de Pierre Joseph Macquer au Jardin des plantes, et de Jean-Baptiste-Michel Bucquet à la faculté de médecine de l'université de Paris. Berthollet obtient un petit laboratoire au sein du palais où il répète les expériences récentes de Joseph Priestley, Carl Wilhelm Scheele et Antoine Lavoisier. Il se fait connaître, à partir de 1776, par la publication de nombreux mémoires et il est élu membre de l'Académie des sciences, à la place laissée vacante par la mort de Bucquet, en 1780. Il devient, en 1779, docteur-régent de la faculté de médecine de l'université de Paris. Il est ensuite nommé directeur des teintures à la manufacture royale des Gobelins en 1784, en remplacement de Macquer, membre de la Royal Society le 30 avril 1789, membre de la commission des monnaies en 1792, membre de la commission d'agriculture en 1794, professeur de chimie à l'École normale de l'an III de janvier à mai 1795, et à l'École polytechnique à partir de décembre 1794. Il est nommé membre de l'Institut de France à sa création en 1795. Il concourt également avec Chaptal, Laplace et Monge à la création de l'École d'arts et métiers.
Berthollet est influencé par Antoine Lavoisier et travaille avec Gaspard Monge. Louis Joseph Gay-Lussac est un de ses protégés. Il accompagne Napoléon Bonaparte lors de la campagne d’Italie. Il est avec Monge l'un des « commissaires du gouvernement à la recherche des objets de science et d'art dans les pays conquis par les armées de la République ».
Puis il part en Égypte au sein de la commission des sciences et des arts, où il entre à l'Institut d'Égypte dans la section de physique et est élu vice-président. Il en sera  élu président l'année suivante. Il fait d'importantes recherches sur le natron qui lui permettront d'élaborer sa théorie sur les affinités.
Il quitte l'Égypte avec Bonaparte le 23 août 1799.
Membre de la société philomathique de Paris, il est en 1801 l’un des fondateurs et des administrateurs de la société d’encouragement pour l’industrie nationale.
Il est nommé membre du Sénat conservateur le 3 nivôse an VIII (24 décembre 1799) et, en 1802, président de la commission chargée de préparer la Description de l'Égypte.
Il est fait grand-officier de la Légion d'honneur en 1804 puis obtient le titre de comte de l'Empire en 1808.
Il vote la déchéance de l'Empereur le 2 avril 1814.
Il devient pair de France sous la Restauration.
Fidèle à sa région natale, il est membre fondateur de l'Académie de Savoie à Chambéry en 1820. Il passe ses dernières années dans sa maison d'Arcueil, où il avait formé avec Laplace une société savante, la Société d'Arcueil, réunissant des scientifiques tels que Gay-Lussac, Louis Étienne Malus, Jean-Baptiste Biot ou Hippolyte-Victor Collet-Descotils. Frédéric Cuvier et Étienne Pariset ont prononcé son Éloge.

## Famille
En 1779, il épouse la fille d'un maître de musique, Marie-Marguerite Baur. Louis-Philippe d’Orléans, son mentor et protecteur, accepte d'être leur témoin de mariage.
Un fils unique naîtra de cette union, Amédée-Barthélémy Berthollet (1780-1811). Également chimiste, il intégrera Polytechnique et aura pour condisciple Ch. Pertusier. Après la fin de ses études en 1798, il va fonder la Compagnie des Salines et Produits chimiques du plan d'Aren, société enregistrée à Aix en Provence et située sur la zone de Fos-sur-Mer.
Craignant d’entraîner son père dans le scandale lié aux rejets toxiques de  son entreprise de fabrication industrielle de carbonate de soude, Amédée-Barthélémy se suicida par le charbon (monoxyde). Voulant, par sa mort, servir encore la science, il nota jusqu'au dernier moment ses impressions, qui furent reproduites par un journal du temps (SHAT Ecole Polytechnique, registre matricule des élèves).
Il est enterré avec son épouse au cimetière de Cachan.

## Publications
Outre de nombreux mémoires, il publie, en 1791 et 1804, Éléments de l'art de la teinture,, à la suite de ses recherches dans le cadre de la Manufacture des Gobelins. Il publie Recherche sur les lois des affinités chimiques en 1801 et Essai de statique chimique en 1803. Dans cet ouvrage majeur, il définit pour la première fois la notion d’équilibre chimique et pose les lois des doubles décompositions connues depuis sous le nom de lois de Berthollet.
- Essai de Statique chimique, chez Firmin Didot (Paris), 1803
  - Tome 1, Texte en ligne disponible sur LillOnum
  - Tome 2, Texte en ligne disponible sur LillOnum

## Travaux scientifiques
On lui doit la découverte des propriétés décolorantes du chlore d'où il tire un procédé de blanchiment des toiles utilisant une solution d'hypochlorite de sodium : il vient d'inventer l'eau de Javel. On lui doit aussi l'emploi du charbon pour purifier l'eau et la fabrication de plusieurs poudres fulminantes. Il fut, avec Antoine Lavoisier et Louis-Bernard Guyton-Morveau, un de ceux qui contribuèrent le plus à opérer une révolution en chimie. Il fut aussi avec Gaspard Monge l'un de ceux qui furent chargés pendant les guerres de la Révolution française de diriger la fabrication de la poudre et de multiplier les moyens de défense.
Il postulera l'identité de la lumière et du calorique.

## Hommages

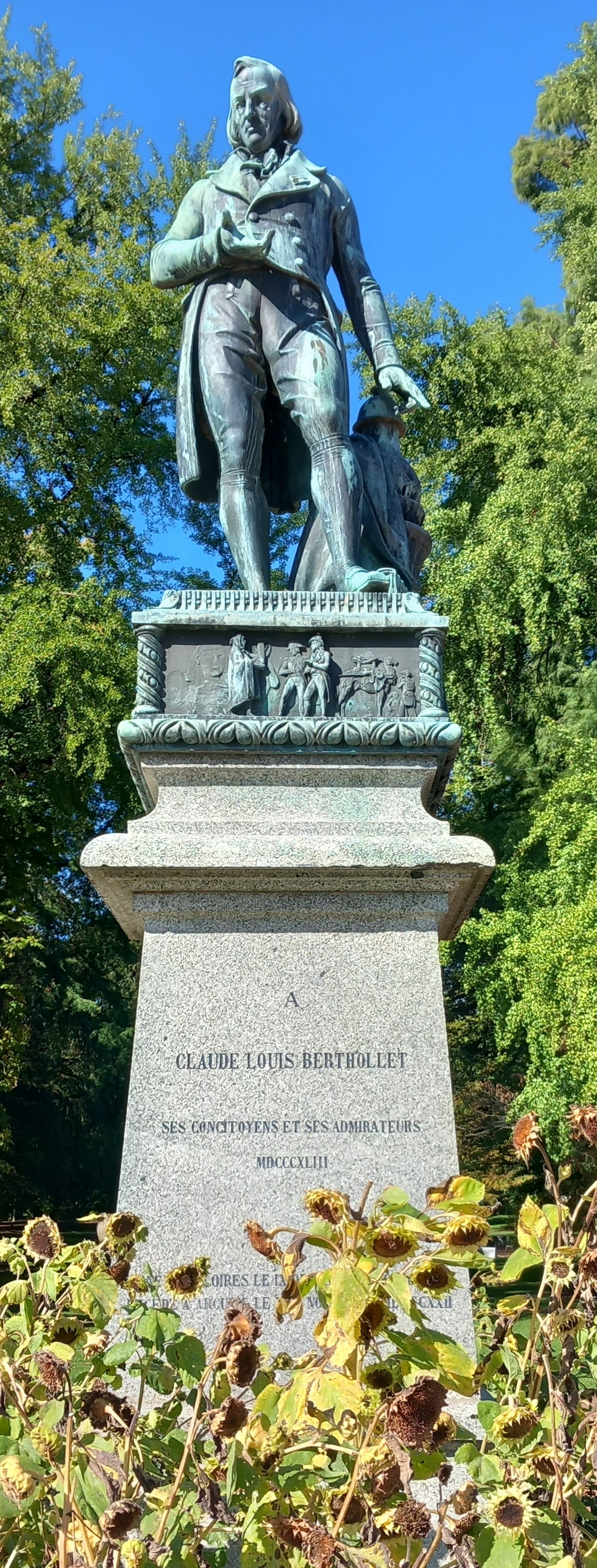
Statue à Annecy

Le Noyer du Brésil est appelé de son patronyme, Bertholletia excelsa.
Son village natal de Talloires étant situé sur les rives du lac d'Annecy, la ville d'Annecy rend hommage à cette figure locale : on trouve ainsi une Avenue Berthollet à proximité de la gare, ainsi qu'une statue en pied située dans les Jardins de l'Europe, sur les berges du lac. En outre, l'un des trois lycées publics de l'agglomération annécienne porte son nom ; le lycée Berthollet est ainsi plutôt orienté vers la filière scientifique, avec une prédominance de classes de section S, et des classes préparatoires scientifiques.
La ville de Chambéry a donné à l'une de ses rues principales le nom de Berthollet, en souvenir de celui qui fut l'un des membres fondateurs de l'Académie de Savoie, le 23 avril 1820.
D'autres villes ont donné son nom à une rue : Paris, Arcueil, Aix-les-Bains, Sallanches, Turin, Brest.
Une des galeries de la Vieille Bourse de Lille, contient une plaque et un buste en hommage à Berthollet.
Un timbre de 35 f. de valeur faciale lui est dédié en février 1958 par l'administration postale française.
L'astéroïde (12750) Berthollet a été nommé en son honneur.
Le village de Dunières (Haute-Loire) a donné le nom de Berthollet à un quartier où sont implantées des usines textiles

## Titres
- Comte Berthollet et de l'Empire (lettres patentes de 26 avril 1808, Bayonne[9]) ;
- Pair de France :
  - 4 juin 1814,
  - Comte-pair héréditaire le 31 août 1817, lettres patentes du 26 décembre 1818[10]).

## Distinctions
- Légion d'honneur[11] :
  - Légionnaire 9 vendémiaire an XII (2 octobre 1803), puis,
  - Grand officier de la Légion d'honneur 25 prairial an XII (14 juin 1804).

## Armoiries
| Figure | Blasonnement |
|        | Armes du comte Berthollet et de l'Empire Franc quartier du Sénat, au second de gueules à l'ibis d'or, au troisième de gueules au chien triomphant, d'or accollé de même, au quatrième d'azur, à l'appareil de chymie d'argent., - Livrées : bleu, jaune, rouge. |
|        | Armes du comte Berthollet, pair de France Coupé: au 1, parti: a. d'azur à un appareil chimique d'argent; b. de gueules à un ibis d'or; au 2, de gueules, au lévrier rampant d'or.,                                                                              |